# Parafia Wszystkich Świętych w Niechłodzie
Parafia Wszystkich Świętych w Niechłodzie – parafia rzymskokatolicka, znajdująca się w archidiecezji poznańskiej, w dekanacie święciechowskim.